# 閔度
閔度（？—？），字裴卿，號中立，浙江湖州府烏程縣織里鎮晟舍人，軍籍，祖籍山東兗州府濟寧州，明末清初政治人物。

## 生平
閔如霖玄孫。崇禎十年（1637年）丁丑科進士。通政司觀政，十一年四月授刑部廣東司主事，十二年遷雲南司員外郎，十三年革任，十四年勘明。因丁憂回鄉家居。
明亡仕清。順治四年（1647年）二月，授福建按察司提學僉事（提學道）。七年八月升湖廣布政使司參議兼按察使司佥事、分巡靖州兵備道，引疾而歸。

## 事跡
閔度任福建僉事時，有生員陳文開，聘庫吏郭氏之女，貧窮不能娶。郭因事下獄，兵巡道鄭某聽聞其女貌美，欲買爲妾，閔度自費資助五十金，爲文開完婚。

## 家族
曾祖閔道孚，官生赠湖广布政；祖閔世南，汝宁府通判；父閔普德，廪生。